# Прут Принт (видавництво)
Видавнича фірма «Прут Принт» — видавництво і друкарня в м. Снятині (Івано-Франківська область).

## Історія
Видавнича фірма «Прут Принт» стала правонаступницею Снятинської районної друкарні, яка була утворена в першій половині 1944 року і підпорядкована Станіславському облвидаву.
У районному центрі Снятин ще до звільнення Станіслава (нині Івано-Франківська) у Другій світовій війні видрукувані перші числа обласної газети «Станіславська правда».
Пройшли шлях від друкарні із ручним складанням і високим способом друку до фірми із офсетним друком і комп'ютерною технологією пілготовки і виготовлення друкарських форм. Старі виробничі потужності не дозволяли вирішувати сучасні завдання, тому 1980 року придбали першу офсетну машину, а 1993 року впровадили комп'ютер у видавничу справу.
27 червня 1996 року на Установчих зборах було створене Закрите акціонерне товариство Видавнича фірма «Прут Принт».

## Діяльність
На підприємстві, починаючи з 1981 року, за новітньою на той час офсетною технологією друкували газети: «Голос Покуття», «Захід», «Снятинська вежа», «Село і люди», «Друг громади» (Снятин), «Поліття», «Рідна Церква» (Івано-Франківськ), «Край» (Городенка), «Гуцульський край» і «Криця» (Косів), періодичні видання: журнали «Писанка», «Джерела», «Обрії» з додатком «Вертикаль», «Покуття», «Ямгорів».
Тісно співпрацювали із ВНДІ комплексних проблем поліграфії (Москва). За високу якість художньо-технічного оформлення і поліграфічного виконання газет колектив 10 разів нагороджувався Дипломами за призові місця у Всесоюзному і Республіканському конкурсах-змаганнях.
За успішне виконання виробничих завдань поліграфісти нагороджувались Дипломом Держкомвидаву СРСР і ЦК профспілки працівників культури.
Після здобуття Україною незалежності на підприємстві започатковане книжкове виробництво.
Тематика книг, над якими працює фірма, різноманітна: краєзнавча, історична, художня, навчальна, наукова. За двадцять років видано більше шістсот наукових, науково-популярних, навчальних, довідкових, літературно-художніх видань.
У «Прут Принті» видані книги відомих особистостей з Івано-Франківська, Чернівців, Севастополя, Тернополя. Серед авторів — українські поети і співаки Микола Бакай, Павло Дворський, Богдан Кучер; письменники Григорій Гришко, Михайло Андрусяк, Калина Ватаманюк; науковці Віталій Кононенко, Василь Ґрещук, Степан Хороб, Богдан Ступарик і інші.
Найпомітнішими виданнями фірми «Прут Принт» є книги Мирослава Мамчака «Флотоводці України» і «Україна: шлях до моря», «Військово-морська символіка України», «Тарас Шевченко і флот»; Петра Лосюка «Хрестоматія з гуцульщинознавства», «Моя Гуцульщина» та «Народний учитель України Петро Лосюк»; Мирослава Попадюка «Покутська хрестоматія» і «Перевесло» (Вибране); Владислава Більчича, Івана Тарана, Мирона Крупея «Нариси історії Українського товариства сліпих» (част. І і ч. ІІ), Владислава Більчича, Олександра Фесенка, Мирона Крупея «Утосівці — творці високої духовності»; Миколи Зінчука «Українські народні казки. Кн. 6. Казки Гуцульщини»; Олега Козубського «Від Львова до тайги»; Теофіла Виноградника «Великої правди учитель», «Дорога у зоряний світ», «Словом та пером»; подарункове видання «Снятинщина: 20 років Незалежності».
В рамках видавничого проекту «Скрижалі вічності» у серіях «Літопис краю» і «Скарби отчої землі» домоглись вагомих успіхів у висвітленні історико-краєзнавчої тематики та героїчного минулого краян. Працюють під девізом «Кожному місту і селу — написану історію».
Книжка Василя Харитона «Покутяни», видрукувана до 140-ліття Василя Стефаника, стала лауреатом обласної літературно-мистецької премії його імені (2011).
З 2004 року підприємство працює на виконання Програми книговидання, яка розробляється райдержадміністрацією і затверджується сесією районної ради. За цей час в рамках Програми видано більше п'ятдесяти видань покутських авторів.
Снятинська міська рада (міський голова Михайло Тимофійчук) та видавнича фірма «Прут Принт» стали засновниками відновленого в Україні журналу «Снятин», який видавався у США з 1968 року; редактором був земляк Михайло Бажанський.
Підприємство бере активну участь у заходах (форумах, книжкових виставках, презентаціях, автограф-сесіях), спрямованих на популяризацію галицької та української книги.

## Керівництво
- Директор Володимир Карий.